# Шапел су Ден
Шапел су Ден (фр. Chapelle-sous-Dun) насеље је и општина у источном делу централне Француске у региону Бургоња, у департману Саона и Лоара која припада префектури Шарол.
По подацима из 2011. године у општини је живело 395 становника, а густина насељености је износила 46,42 становника/km². Општина се простире на површини од 8,51 km². Налази се на средњој надморској висини од 350 метара (максималној 553 m, а минималној 317 m).

## Демографија
| 1962. | 1968. | 1975. | 1982. | 1990. | 1999. | 2011. |
| ----- | ----- | ----- | ----- | ----- | ----- | ----- |
| 611   | 643   | 644   | 563   | 506   | 460   | 395   |

График промене броја становника у току последњих година